# Aetideopsis armata
Aetideopsis armata är en kräftdjursart som först beskrevs av Boeck 1872.  I den svenska databasen Dyntaxa används istället namnet Pseudaetideus armatus. Enligt Catalogue of Life ingår Aetideopsis armata i släktet Aetideopsis och familjen Aetideidae, men enligt Dyntaxa är tillhörigheten istället släktet Chiridius och familjen Aetideidae. Det är osäkert om arten förekommer i Sverige. Inga underarter finns listade i Catalogue of Life.